# As Últimas Palavras
As Últimas Palavras (2013) é o terceiro livro de Celso Kallarrari, cuja temática apresenta-se numa linguagem de resistência às estruturas tecnológicas que buscam acelerar o tempo e, com isso, a relação do homem com a máquina e consigo mesmo. Segundo a professora de Literatura Brasileira e Crítica Cultural, Arolda M. da Silva Figuerêdo, As Últimas Palavras busca traduzir "os sentimentos de desatino e agonia, leveza e dureza, inconstância, falta de rumo, consequências das muitas urgências atuais, do esfriamento das relações, dos silêncios da alma e da corrupção dos discursos. Ao refletir sobre este cenário caótico e desumanizante em que vivemos, os poemas de Kallarrari [...] evidenciam as dificuldades que o sujeito contemporâneo tem de se adaptar ao sistema vigente e viver estas quebras, estas rupturas (2014)".